# (25240) Qiansanqiang
(25240) Qiansanqiang est un astéroïde de la ceinture principale.

## Description
(25240) Qiansanqiang est un astéroïde de la ceinture principale. Il fut découvert le 16 octobre 1998 à la station de Xinglong par le programme Beijing Schmidt CCD Asteroid Program. Il présente une orbite caractérisée par un demi-grand axe de 2,79 UA, une excentricité de 0,09 et une inclinaison de 3,3° par rapport à l'écliptique.

## Compléments